# منصور مطلوبی
منصور مطلوبی (متولد ۱۹۵۲) یک بازیکن پوکر حرفه ای ایرانی-بریتانیایی ساکن لندن است.
مطلوبی در سال ۱۹۹۰ سری مسابقات جهانی پوکر را با مبلغ ۸۳۵ هزار دلار برنده شد و اولین غیرآمریکایی بود که این عنوان را به دست آورد.  در اواخر همان سال، او در رویداد ۱۰ هزار  دلاری بدون محدودیت هولدم در ششمین سال آن مسابقات با برد مبلغ ۱۶۰ هزار دلار نایب قهرمان شد.  او همچنین در جدول نهایی مسابقات اصلی ۱۹۹۳ قرار گرفت و با ۱۲۰ هزار دلار در جایگاه چهارم قرار گرفت.  مطلوبی در فینال سری مسابقات پوکر جهانی ۱۹۹۴ در مشانتوککت، ۷۲ هزار دلار برای برد در مسابقات ۱۰ هزار  دلاری بدون محدودیت هولدم نیز برنده شد. 
از سال ۲۰۱۶، مجموع بردهای او در مسابقات زنده بیش از ۲ میلیون دلار شده است.  ۱۴ میز پایانی او در سری مسابقات پوکر جهانی ۱,۲۱۴,۰۶۲ دلار از این بردها را تشکیل می دهند. 

## دستبند های سری مسابقات پوکر جهانی
| سال  | تورنمنت                                          | جایزه (دلار$) |
| ---- | ------------------------------------------------ | ------------- |
| ۱۹۹۰ | تورنمنت قهرمانی بدون محدودیت ۱۰ هزار دلاری هولدم | $۸۳۵.۰۰۰دلار  |